# Shrek 2 – Der tollkühne Held kehrt zurück
Shrek 2 – Der tollkühne Held kehrt zurück ist ein US-amerikanischer Computeranimationsfilm von DreamWorks SKG und bildet die Fortsetzung des Animationsfilms Shrek – Der tollkühne Held aus dem Jahr 2001. Am 1. Juli 2004 lief er in den deutschen Kinos an. Seine Fortsetzung Shrek der Dritte startete am 21. Juni 2007 in Deutschland. Shrek 2 war mit einem Einspielergebnis von 880 Millionen US-Dollar der erfolgreichste Animationsfilm, bis er 2009 von Ice Age 3 und 2010 von Toy Story 3 überholt wurde.

## Handlung
Nach ihren Flitterwochen statten der grüne Oger Shrek und Prinzessin Fiona der königlichen Familie einen Besuch ab. Fionas Eltern, insbesondere ihr Vater, sind von ihrem Schwiegersohn jedoch wenig begeistert und würden lieber den Schönling Prinz Charming an der Seite ihrer Tochter sehen. Um Shrek loszuwerden, beauftragt der König einen Auftragsmörder – den gestiefelten Kater. Der Anschlag misslingt, und der gestiefelte Kater wird zu Shreks treuem Begleiter. Gemeinsam rauben sie der Mutter von Prinz Charming, der „guten Fee“, einen Zaubertrank. Shrek und der Esel trinken beide davon, woraufhin sie sich in einen attraktiven jungen Mann und ein edles Pferd verwandeln. Auch Fiona wird vom Zauber getroffen und nimmt ihre menschliche Gestalt an. Damit der Zauber aber permanent wird, müsste Shrek Fiona bis Mitternacht küssen.
Die gute Fee, deren Charakter im Verlauf des Filmes immer düsterer erscheint, zwingt den König, Fiona einen Zaubertrank zu verabreichen. Dieser soll dafür sorgen, dass Fiona sich in den Mann verliebt, der sie nach Einnahme des Tranks als erster küsst. Während die Fee Shrek verhaften und einkerkern lässt, gibt sich Prinz Charming Fiona gegenüber als Shrek in Menschengestalt aus und trachtet danach, sie auf einem Ball dazu zu bringen, ihn zu küssen.
Shrek kann aus dem Gefängnis flüchten und dringt in das Schloss ein, um den Kuss zwischen Fiona und Prinz Charming zu verhindern. Nachdem Shrek sich in seiner Menschengestalt Fiona zu erkennen gegeben hat, ergreift Prinz Charming Fiona und küsst sie gegen ihren Willen. Der König hatte seiner Tochter jedoch den Zaubertrank nicht verabreicht. Charming empfängt daher anstatt ihrer Liebe einen Kopfstoß. Die Fee, deren Handeln und Auftreten nun endgültig dem einer bösen Hexe entspricht, will Shrek daraufhin vernichten. Der König springt dazwischen, seine Rüstung reflektiert den Fluch, die Fee zerplatzt und Fionas Vater wird zum Froschkönig – seiner ursprünglichen Gestalt. Fiona entschließt sich, gemeinsam mit Shrek wieder Ogergestalt anzunehmen, indem sie die Frist, in der der Zauberkuss geschehen muss, verstreichen lässt. Fionas Mutter schließt den Froschkönig trotz seiner neuen Gestalt ins Herz, da er charakterlich jetzt mehr Mensch sei als zuvor.

## Sonstiges

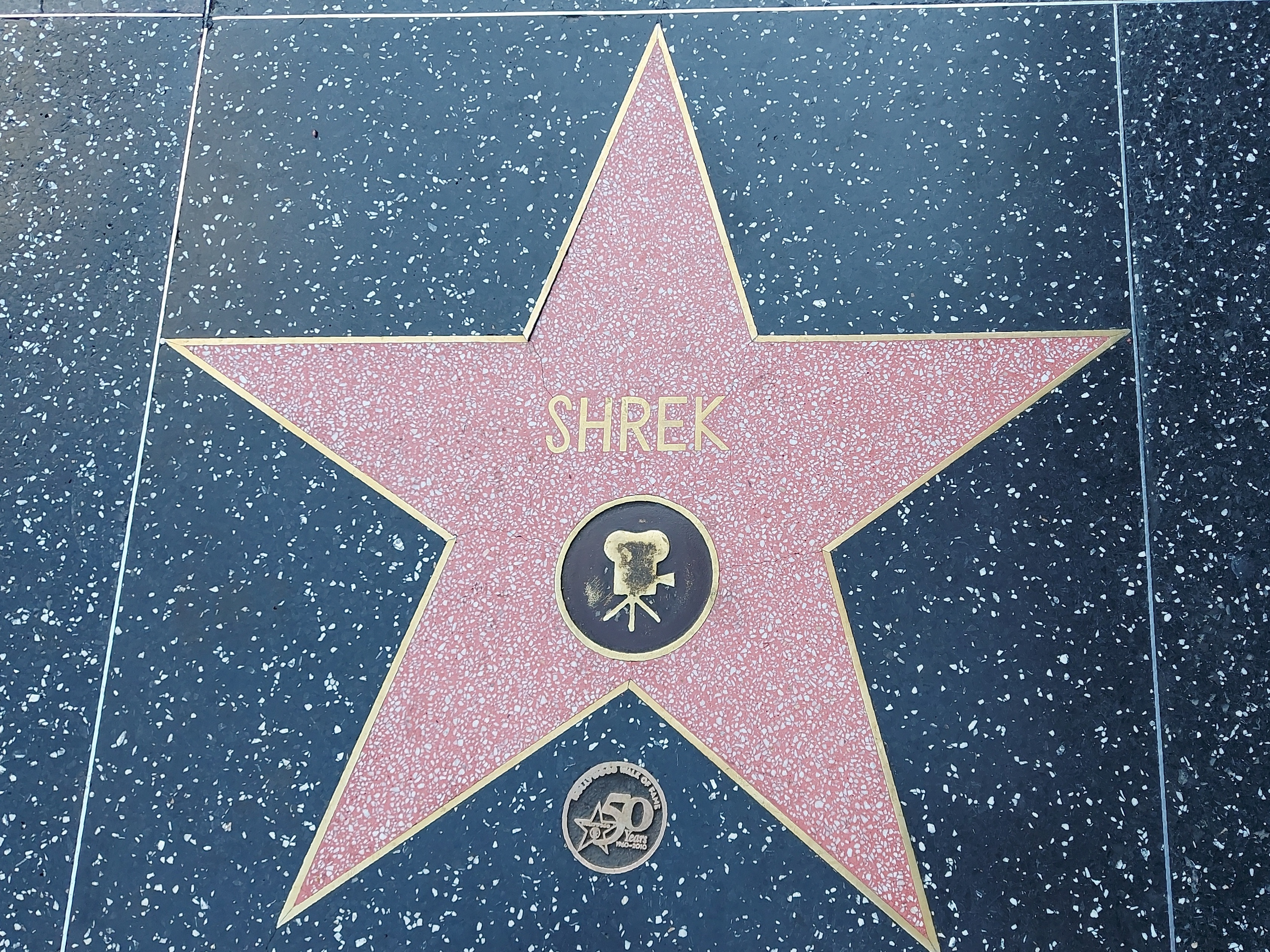
Stern auf dem Hollywood Walk of Fame

- Zwei Wochen nach seinem Kinostart in den USA hatte Shrek 2 eine Summe von 346,5 Millionen US-Dollar eingespielt und damit den bis dahin erfolgreichsten Animationsfilm Findet Nemo von der Spitzenposition verdrängt.
- Wie schon im ersten Teil sparte Produzent und Autor Jeffrey Katzenberg auch diesmal nicht mit Anspielungen auf seinen Ex-Arbeitgeber, den Disney-Konzern, Hollywoods Schönheitswahn und amerikanische Popkultur.
- Die Figur des gestiefelten Katers, eines Zorro-artigen Latinos mit Macho-Allüren, kam so gut beim Publikum und bei den Machern an, dass dieser mit Der gestiefelte Kater 2011 einen eigenen Film bekam. Erwähnenswert ist dabei, dass die Originalstimme des gestiefelten Katers, Antonio Banderas, auch Zorro in Die Maske des Zorro und dessen Fortsetzung Die Legende des Zorro spielt.
- In einer österreichischen Synchronversion spricht die Musical- und Operettendarstellerin Dagmar Koller die Rolle der guten Fee, alle weiteren Rollen sind identisch synchronisiert wie in der deutschen Version.
- Auf der DVD Shrek 2 – Der tollkühne Held kehrt zurück befindet sich eine Parodie auf die Castingshow American Idol mit dem Namen „Far Far Away Idol“, in der deren Juror Simon Cowell sich selbst spricht.
- Nicht nur andere Märchenfilme werden im 2. Teil parodiert, sondern auch Filme wie z. B. Mission Impossible, Ghostbusters und Alien.

## Musik
Wie im ersten Teil besteht die Musik im Film aus Pop- und Rocksongs. (Die Liste entstammt dem Soundtrack zum Film.)
- „Accidentally in Love“ – Counting Crows
- „Holding Out For A Hero“ – Frou Frou (Original von Bonnie Tyler)
- „Changes“ – Butterfly Boucher und David Bowie
- „As Lovers Go“ – Dashboard Confessional
- „Funkytown“ – Lipps, Inc.
- „I'm On My Way“ – Rich Price
- „I Need Some Sleep“ – Eels
- „Ever Fallen In Love?“ – Pete Yorn (Original von Pete Shelley)
- „Little Drop Of Poison“ – Tom Waits
- „You're So True“ – Joseph Arthur
- „People Ain't No Good“ – Nick Cave and the Bad Seeds
- „Livin’ La Vida Loca“ – Antonio Banderas & Eddie Murphy (Original von Ricky Martin)
- „Holding Out For A Hero“ – Jennifer Saunders

## Synchronisation
Die deutsche Synchronisation wurde wieder von der Berliner Synchron AG, unter der Dialogregie von Michael Nowka – der auch den Zauberspiegel spricht –, produziert.
| Rolle              | Originalsprecher  | Deutscher Sprecher                     |
| ------------------ | ----------------- | -------------------------------------- |
| Shrek              | Mike Myers        | Sascha Hehn                            |
| Fiona              | Cameron Diaz      | Esther Schweins                        |
| Esel               | Eddie Murphy      | Randolf Kronberg                       |
| Königin Lillian    | Julie Andrews     | Marie-Luise Marjan                     |
| König Harold       | John Cleese       | Thomas Danneberg                       |
| Gestiefelter Kater | Antonio Banderas  | Benno Fürmann                          |
| Prince Charming    | Rupert Everett    | Tom Vogt                               |
| Die Gute Fee       | Jennifer Saunders | Angelika Milster (D) Dagmar Koller (Ö) |
| Pinocchio          | Cody Cameron      | Gerald Schaale                         |
| Lebkuchenmann      | Conrad Vernon     | Santiago Ziesmer                       |
| Wolf               | Aron Warner       | Wolfgang Kühne                         |
| Zauberspiegel      | Chris Miller      | Michael Nowka                          |
| Mongo              | Conrad Vernon     | Helmut Krauss                          |
| Drache             | Frank Welker      | Frank Welker                           |

## Ausstrahlung
Die Erstausstrahlung erfolgte zur Primetime am 6. April 2007 auf ProSieben. Den Film sahen 3,86 Millionen Zuschauer bei 12,2 Prozent Marktanteil. In der werberelevanten Zielgruppe sahen 2,77 Millionen zu (22,2 Prozent Marktanteil).

## Kritiken
„Einfallsreicher Filmspaß voller Gags und mitreißender Parodien. Auch wenn dem Film ein dichtes Zentrum fehlt, um dessen Kontur die detailfreudigen Episoden herum gesponnen würden, eine höchst vergnügliche Unterhaltung.“

„„Shrek 2“ ist eine inspirierte Komödie, die zwar storytechnisch nicht mit dem innovativen Original mithalten kann, dafür aber den Charme des ersten Teils versprüht. Sowohl die mannigfachen Anspielungen auf bekannte Filme, Märchenfiguren und den „American way of life“ als auch die äußerst gelungenen Animationen und die grandiose musikalische Untermalung komplettiert von den neuen liebenswerten Charakteren machen „Shrek 2“ zu einem kurzweiligen, gut unterhaltenden Gagfeuerwerk für alle Altersklassen. Sicherlich eine der besten Komödien des Jahres.“

Die Deutsche Film- und Medienbewertung FBW in Wiesbaden verlieh dem Film das Prädikat „besonders wertvoll“.